# Chonma-ho
Chonma-ho ili Ch'ŏnma-ho (hangul: 천마호, hanja: 天馬號) je sjevernokorejski glavni borbeni tenk temeljen na sovjetskom T-62. Njegovo ime u doslovnom prijevodu znači "Nebeski konj" odnosno Pegaz, krilati konj iz grčke mitologije. O samome tenku postoji malo provjerenih informacija jer se radi o tajnom sjevernokorejskom vojnom projektu. Svaka novija inačica je nadograđenija od prethodnika a tenk se pojavljuje u javnosti tek tijekom vojnih parada u Pjongjangu.
Do danas, Chonma-ho predstavlja najbrojniji tenk u službi sjevernokorejske kopnene vojske. Budući da nema službenih podataka, pretpostavlja se da ih je proizvedeno oko 1.250 ili više. Razlog tome je činjenica da se većina vojnih projekata Sjeverne Koreje provodi u potpunoj tajnosti. Dizajn tenka je započeo početkom 1970-ih a proveo ga je Drugi strojarsko-industrijski biro. Prva narudžba za potrebe domaće vojske je provedena 1976. godine a proizvodnja Chonma-ho tenka je započela 1980. Sve do kraja desetljeća, vojsci je isporučeno 470 tenkova. Ona danas raspolaže s mnogim tenkovima domaće, kineske i sovjetske proizvodnje, dok s kvantitetom Chonma-ho tenkova podsjeća na vojnu doktrinu SSSR-a tijekom hladnog rata.

## Povijest
Chonma-ho je direktna kopija sovjetskog tenka T-62 s nekoliko nadogradnji. Nastao je na temelju sjevernokorejske Juche ideologije o samodostatnosti i razvijanju snažne vojske. Ta ideologija je dobila na značaju nakon što je Sjeverna Koreja osjetila da ju napuštaju saveznici Kina i Sovjetski Savez te je zemlja zbog toga počela razvijati vlastitu vojnu industriju.
Chonma-ho tenk nije u potpunosti domaće proizvodnje a razlog tome su dokazi koji upućuju na to da je Sjeverna Koreja od Slovačke nabavljala cijele motore ili njihove dijelove. Također, keramičke komponente vezane uz nadogradnju oklopne zaštite su naknadno postavljene a nabavljene su od stranih izvora kao i dijelovi SUP-a. Razlog tome je mali vojni budžet koji je "osiromašen" nakon sjevernokorejskih podzemnih nuklearnih testiranja 2006. godine. Zbog toga postoji vjerojatnost da Rusija opskrbljuje Sjevernu Koreju s komponentama potrebnim za proizvodnju Chonma-ho tenkova a vrlo vjerojatno i novijeg Pokpung-ho tenka, iako nema čvrstih dokaza koji to mogu dokazati.
U kolovozu 2010. godine, Sjeverna Koreja je objavila fotografije novog Pokpung-ho tenka (poznat i kao M-2002) iako indicije pokazuju da je njegov razvoj započeo još početkom 1990-ih a prva testiranja su provedena 2002. Iako ne postoje precizni podaci, Pokpung-ho je vjerojatno nasljednik postojećeg Chonma-ho tenka.

## Inačice
- Chonma-ho I (Ga): kopija T-62 s laganijim oklopom a time i manjom težinom[8] dok vjerojatno postoje dvije vrste kopija. Prva je sirijski T-62 nabavljen krajem 1970-ih a druga je vezana za T-62D uvezen iz Sovjetskog Saveza.[1][9]
  - Chonma-ho II (Na): inačica slična izvornom T-62 ali s nekoliko razlika. Dok je kod sovjetskog modela laserski daljinomjer sastavni dio SUP-a, kod Chonma-ho II on je naknadno postavljen pokraj topničke cijevi.
- Chonma-ho III (Da): nadograđena inačica prethodnog modela Chonma-ho II s noćnom vizijom.[8]
- Chonma-ho IV (Ra): nadogradnja se ističe s velikom oklopnom zaštitom, uključujući kompozitni oklop s blagim nagibom dok je kupola postavljena više unaprijed. Dodano je i balističko računalo koje je sa sustavom za upravljanje paljbom ukomponirano u zajednički sustav. Poboljšani su i stabilizitor glavnog topa, radio uređaji i ovjes. Za pogon je ugrađen novi dizelski motor snage 750 KS koji ubrizgavanjem goriva u ispušnu cijev može stvoriti dimnu zavjesu. Isti oblik zaštite pružaju i četiri dimna bacača.[8] Relativno male ERA ciglice (slične ruskim Kontakt-3 ERA) postavljene su na bokovima kupole te nude 40% zaštite od udara po njoj.
- Chonma-ho V (Ma): inačica s nadograđenim oklopom temeljenim na T-72S i T-90S, boljim balističkim računalom i ugrađenom termovizijom. Umjesto dotadašnjeg 2A20 topa kalibra 115 mm, postavljen je snažniji 2A46 top kalibra 125 mm s automatskim punjačem.
- Chonma-ho VI (Ba): posljednja inačica s poboljšanim oklopom, rastegnutim podvozjem i šest kotača umjesto pet.[8]
- Chonma-ho II: oznaka za uvozni sovjetski T-62.
- Chonma-ho IM: oznaka za poboljšani uvozni sovjetski T-62.[8]

### Derivati
- Chonma-ho ARV: oklopno vozilo za izvlačenje oštećenih tenkova.
- Chonma-ho Command: zapovjedno vozilo na šasiji tenka s lažnim topom.
- Juche-Po: samohodno topništvo na šasiji tenka. Postoje najmanje četiri modela ovog topništva ovisno o topu koji je montiran na njega. Dakle, na Juche-Po su montirane topničke cijevi sovjetskih vučnih haubica D-30 i D-74 (122 mm), M-46 (130 mm) te ML-20 (152 mm).

## Korisnici
- Sjeverna Koreja: sjevernokorejska kopnena vojska raspolaže s preko tisuću ovih tenkova.[10]
- Iran: zemlja je 1981. godine naručila 150 tenkova od Sjeverne Koreje.[1] Isporučeni su u razdoblju od 1982. do 1985.[1][11] te su korišteni tijekom Iransko-iračkog rata.